# 劳伦斯世界体育奖年度男子运动员
劳伦斯世界体育奖年度男子运动员（英語：Laureus World Sports Award for Sportsman of the Year）是2000年首届劳伦斯世界体育奖创立的年度奖项，旨在表彰男子体育界的个人成就。世界体育奖由全球组织劳伦斯体育公益基金会主办，该机构参与150多个慈善项目，资助50万青少年。首届颁奖典礼于2000年5月25日在摩納哥蒙特卡洛举行，由纳尔逊·曼德拉发表主题演说。根据2020年的评选规则，年度男子运动员奖先由“世界领先的体育编辑、作家和广播公司”组成评审团选出六人入围，劳伦斯世界体育学院挑选最终得主。一年一度的颁奖典礼在世界各地举办，得主奖杯由卡地亞制作。劳伦斯世界体育奖声望卓著，有体育界的奥斯卡奖美誉。
首位年度男子运动员是美国職業高爾夫球手老虎伍茲，他在1999年赛季拿下PGA锦标赛等八场胜利，上一次有人达成如此战绩还是四分之一个世纪前。他继续保持高尔夫球统治地位，第二年再获年度男子运动员称号，2002至2008年还有五次入围。2003年得主是美国公路自行车选手兰斯·阿姆斯特朗，还在2002、2004、2005、2006年獲得提名。2013年他承认服用禁药，他拿到的劳伦斯奖和提名随即被撤销。
网球运动员共12次获奖，远超其他项目。其次是田径和一级方程式赛车选手各四次，高尔夫球手两次。除阿姆斯特朗外，劳斯伦世界体育奖年度男子运动员得主至今只有十人，其中罗杰·费德勒和诺瓦克·德约科维奇获奖次数最多，均达五次。

## 胜出与入围
| * | 奖项或提名事后撤销 |

| 年份 | 图像                    | 得主              | 国籍     | 项目           | 入围 | 参考          |
| ---- | ----------------------- | ----------------- | -------- | -------------- | --- | ------------- |
| 2000 |                         | 老虎伍茲          | 美国     | 高爾夫球       | 安德烈·阿加西（美国），网球 莫里斯·格林（美国），短跑 | [ 14 ] [ 15 ] |
| 2001 |                         | 老虎伍茲          | 美国     | 高尔夫球       | 史蒂夫·雷德格雷夫（英国），赛艇 迈克尔·舒马赫（德国），一级方程式赛车 伊恩·索普（澳大利亚），游泳 彼得·范登霍亨班德（荷兰），游泳                                                           | [ 16 ] [ 17 ] |
| 2002 |                         | 迈克尔·舒马赫     | 德国     | 一级方程式赛车 | 兰斯·阿姆斯特朗*（美国），公路自行车 莫里斯·格林（美国），短跑 伊恩·索普（澳大利亚），游泳 老虎伍兹（美国），高尔夫球                                                                       | [ 7 ] [ 18 ]  |
| 2003 |                         | 兰斯·阿姆斯特朗*  | 美国     | 公路自行车     | 奥勒·埃纳尔·比约恩达伦（挪威），冬季两项 罗纳尔多（巴西），足球 迈克尔·舒马赫（德国），一级方程式赛车 老虎伍兹（美国），高尔夫球                                                            | [ 19 ] [ 20 ] |
| 2004 |                         | 迈克尔·舒马赫     | 德国     | 一级方程式赛车 | 兰斯·阿姆斯特朗*（美国），公路自行车 罗杰·费德勒（瑞士），网球 迈克尔·菲尔普斯（美国），游泳 瓦伦蒂诺·罗西（意大利），世界摩托车锦标赛 尊尼·韋健遜（英国），橄欖球                          | [ 21 ] [ 22 ] |
| 2005 |                         | 罗杰·费德勒       | 瑞士     | 网球           | 兰斯·阿姆斯特朗*（美国），公路自行车 希沙姆·格鲁杰（摩洛哥），中长跑 迈克尔·菲尔普斯（美国），游泳 瓦伦蒂诺·罗西（意大利），世界摩托车锦标赛 迈克尔·舒马赫（德国），一级方程式赛车          | [ 23 ] [ 24 ] |
| 2006 |                         | 罗杰·费德勒       | 瑞士     | 网球           | 费尔南多·阿隆索（西班牙），一级方程式赛车 兰斯·阿姆斯特朗*（美国），公路自行车 罗纳尔迪尼奥（巴西），足球 瓦伦蒂诺·罗西（意大利），世界摩托车锦标赛 老虎伍兹（美国），高尔夫球              | [ 25 ] [ 26 ] |
| 2007 |                         | 罗杰·费德勒       | 瑞士     | 网球           | 费尔南多·阿隆索（西班牙），一级方程式赛车 法比奥·卡纳瓦罗（意大利），足球 阿萨法·鲍威尔（牙买加），短跑 迈克尔·舒马赫（德国），一级方程式赛车 老虎伍兹（美国），高尔夫球                    | [ 27 ] [ 28 ] |
| 2008 |                         | 罗杰·费德勒       | 瑞士     | 网球           | 泰森·盖伊（美国），短跑 卡卡（巴西），足球 迈克尔·菲尔普斯（美国），游泳 奇米·雷克南（芬兰），一级方程式赛车 老虎伍兹（美国），高尔夫球                                                     | [ 29 ] [ 30 ] |
| 2009 |                         | 尤塞恩·博尔特     | 牙买加   | 短跑           | 路易斯·咸美頓（英国），一级方程式赛车 拉斐尔·纳达尔（西班牙），网球 迈克尔·菲尔普斯（美国），游泳 克里斯蒂亚诺·罗纳尔多（葡萄牙），足球 瓦伦蒂诺·罗西（意大利），世界摩托车锦标赛           | [ 31 ] [ 32 ] |
| 2010 |                         | 尤塞恩·博尔特     | 牙买加   | 短跑           | 肯納尼薩·貝克勒（埃塞俄比亚），长跑 阿尔伯托·康塔多（西班牙），公路自行车 罗杰·费德勒（瑞士），网球 利昂内尔·梅西（阿根廷），足球 瓦伦蒂诺·罗西（意大利），世界摩托车锦标赛                 | [ 33 ] [ 34 ] |
| 2011 |                         | 拉斐爾·拿度       | 西班牙   | 网球           | 科比·布莱恩特（美国），篮球 安德烈斯·伊涅斯塔（西班牙），足球 利昂内尔·梅西（阿根廷），足球 曼尼·帕奎奥（菲律宾），拳击 塞巴斯蒂安·维特尔（德国），一级方程式赛车                           | [ 35 ] [ 36 ] |
| 2012 |                         | 諾瓦克·喬科維奇   | 塞尔维亚 | 网球           | 尤塞恩·博尔特（牙买加），短跑 卡德尔·埃文斯（澳大利亚），公路自行车 利昂内尔·梅西（阿根廷），足球 德克·诺维茨基（德国），篮球 塞巴斯蒂安·维特尔（德国），一级方程式赛车                     | [ 37 ] [ 38 ] |
| 2013 |                         | 尤塞恩·博尔特     | 牙买加   | 短跑           | 穆罕默德·法拉（英国），长跑 利昂内尔·梅西（阿根廷），足球 迈克尔·菲尔普斯（美国），游泳 塞巴斯蒂安·维特尔（德国），一级方程式赛车 布拉德利·威金斯（英国），公路自行车                       | [ 39 ] [ 40 ] |
| 2014 |                         | 塞巴斯蒂安·維泰爾 | 德国     | 一级方程式赛车 | 尤塞恩·博尔特（牙买加），短跑 穆罕默德·法拉（英国），长跑 勒布朗·詹姆斯（美国），篮球 拉斐尔·纳达尔（西班牙），网球 克里斯蒂亚诺·罗纳尔多（葡萄牙），足球                                   | [ 41 ] [ 42 ] |
| 2015 |                         | 诺瓦克·德约科维奇 | 塞尔维亚 | 网球           | 刘易斯·汉密尔顿（英国），一级方程式赛车 雷諾·拉維萊涅（法国），撑杆跳高 馬克·馬爾克斯（西班牙），世界摩托车锦标赛 羅伊·麥克羅伊（北爱尔兰），高尔夫球 克里斯蒂亚诺·罗纳尔多（葡萄牙），足球 | [ 43 ] [ 44 ] |
| 2016 |                         | 诺瓦克·德约科维奇 | 塞尔维亚 | 网球           | 尤塞恩·博尔特（牙买加），短跑 斯蒂芬·科里（美国），篮球 刘易斯·汉密尔顿（英国），一级方程式赛车 利昂内尔·梅西（阿根廷），足球 喬丹·斯皮思（美国），高尔夫球                                 | [ 45 ] [ 46 ] |
| 2017 |                         | 尤塞恩·博尔特     | 牙买加   | 短跑           | 斯蒂芬·库里（美国），篮球 穆罕默德·法拉（英国），长跑 勒布朗·詹姆斯（美国），篮球 安迪·穆雷（英国），网球 克里斯蒂亚诺·罗纳尔多（葡萄牙），足球                                             | [ 47 ] [ 48 ] |
| 2018 |                         | 罗杰·费德勒       | 瑞士     | 网球           | 穆罕默德·法拉（英国），长跑 克里斯·弗鲁姆（英国），公路自行车 刘易斯·汉密尔顿（英国），一级方程式赛车 拉斐尔·纳达尔（西班牙），网球 克里斯蒂亚诺·罗纳尔多（葡萄牙），足球                   | [ 13 ] [ 49 ] |
| 2019 |                         | 诺瓦克·德约科维奇 | 塞尔维亚 | 网球           | 刘易斯·汉密尔顿（英国），一级方程式赛车 勒布朗·詹姆斯（美国），篮球 埃利乌德·基普乔盖（肯尼亚），长跑 基利安·麥巴比（法国），足球 卢卡·莫德里奇（克罗地亚），足球                           | [ 50 ] [ 51 ] |
| 2020 |                         | 刘易斯·汉密尔顿   | 英国     | 一级方程式赛车 | 埃利乌德·基普乔盖（肯尼亚），长跑 马克·马奎斯（西班牙），世界摩托车锦标赛 拉斐尔·纳达尔（西班牙），网球 老虎伍兹（美国），高尔夫球                                                          | [ 52 ]        |
| 2020 |                         | 利昂内尔·梅西     | 阿根廷   | 足球           | 埃利乌德·基普乔盖（肯尼亚），长跑 马克·马奎斯（西班牙），世界摩托车锦标赛 拉斐尔·纳达尔（西班牙），网球 老虎伍兹（美国），高尔夫球                                                          | [ 52 ]        |
| 2021 |                         | 拉斐尔·纳达尔     | 西班牙   | 网球           | 约书亚·切普特盖（乌干达），长跑 阿曼德·杜普兰蒂斯（瑞典），撑杆跳高 刘易斯·汉密尔顿（英国），一级方程式赛车 勒布朗·詹姆斯（美国），篮球 罗伯特·莱万多夫斯基（波兰），足球                   | [ 53 ]        |
| 2022 |                         | 馬克斯·維斯塔潘   | 荷兰     | 一级方程式赛车 | 汤姆·布雷迪（美國），美式足球 诺瓦克·德约科维奇（塞爾維亞），網球 凱勒布·德萊賽爾（美國），游泳 埃利乌德·基普乔盖（肯雅），長跑 罗伯特·莱万多夫斯基（波蘭），足球                           | [ 54 ]        |
| 2023 | Lionel Messi in 2022    | 利昂内尔·梅西     | 阿根廷   | 足球           | 斯蒂芬·库里（美国）， 篮球 阿曼德·杜普兰蒂斯（瑞典），撐竿跳 基利安·麥巴比（法国），足球 拉斐爾·拿度（西班牙），网球 馬克斯·維斯塔潘（荷兰），动力运动                                      | [ 55 ] [ 56 ] |
| 2024 | Novak Djokovic in 2023  | 諾瓦克·喬科維奇   | 塞尔维亚 | 网球           | 阿曼德·杜普兰蒂斯（瑞典），撐竿跳 埃尔林·哈兰德（挪威），足球 諾亞·萊爾斯（美国），田径 利昂内尔·梅西（阿根廷），足球 馬克斯·維斯塔潘（荷兰），动力运动                                     | [ 57 ] [ 58 ] |
| 2025 | Mondo Duplantis in 2023 | 阿曼德·杜普兰蒂斯 | 瑞典     | 撑杆跳高       | 卡洛斯·阿尔卡拉斯（西班牙），网球 莱昂·马尔尚（法国），游泳 塔代伊·波加查（斯洛文尼亚），公路自行车 馬克斯·維斯塔潘（荷兰），动力运动                                                       | [ 59 ]        |

## 统计
| 次数 | 姓名              | 年份                        |
| ---- | ----------------- | --------------------------- |
| 5    | 罗杰·费德勒       | 2005–2008、2018             |
| 5    | 诺瓦克·德约科维奇 | 2012、2015–2016、2019、2024 |
| 4    | 尤塞恩·博尔特     | 2009–2010、2013、2017       |
| 2    | 老虎伍兹          | 2000–2001                   |
| 2    | 迈克尔·舒马赫     | 2002、2004                  |
| 2    | 拉斐尔·纳达尔     | 2011、2021                  |
| 2    | 利昂内尔·梅西     | 2020、2023                  |

| 次数 | 姓名                  | 年份                                    |
| ---- | --------------------- | --------------------------------------- |
| 8    | 老虎伍兹              | 2000–2003、2006–2008、2020              |
| 8    | 利昂内尔·梅西         | 2010–2013、2016、2020、2023–2024        |
| 7    | 罗杰·费德勒           | 2004–2008、2010、2018                   |
| 7    | 尤塞恩·博尔特         | 2009–2010、2012–2014、2016–2017         |
| 7    | 刘易斯·汉密尔顿       | 2009、2015–2016、2018–2021              |
| 7    | 拉斐尔·纳达尔         | 2009、2011、2014、2018、2020–2021、2023 |
| 6    | 迈克尔·舒马赫         | 2001–2005、2007                         |
| 6    | 诺瓦克·德约科维奇     | 2012、2015–2016、2019、2022、2024       |
| 5    | 瓦伦蒂诺·罗西         | 2004–2006、2009–2010                    |
| 5    | 迈克尔·菲尔普斯       | 2004–2005、2008–2009、2013              |
| 5    | 克里斯蒂亚诺·罗纳尔多 | 2009、2014–2015、2017–2018              |
| 4    | 塞巴斯蒂安·维特尔     | 2011–2014                               |
| 4    | 穆罕默德·法拉         | 2013–2014、2017–2018                    |
| 4    | 勒布朗·詹姆斯         | 2014、2017、2019、2021                  |
| 4    | 马克斯·维斯塔潘       | 2022–2025                               |
| 3    | 埃利乌德·基普乔盖     | 2019–2020、2022                         |
| 3    | 斯蒂芬·库里           | 2016–2017、2023                         |
| 3    | 阿曼德·杜普兰蒂斯     | 2021、2023–2024                         |
| 2    | 莫里斯·格林           | 2000、2002                              |
| 2    | 伊恩·索普             | 2001–2002                               |
| 2    | 费尔南多·阿隆索       | 2006–2007                               |
| 2    | 马克·马奎斯           | 2015、2020                              |
| 2    | 罗伯特·莱万多夫斯基   | 2021–2022                               |
| 2    | 基利安·姆巴佩         | 2019、2023                              |

| 国家       | 胜出 | 入围 |
| ---------- | ---- | ---- |
| 瑞士       | 5    | 7    |
| 塞尔维亚   | 5    | 6    |
| 牙买加     | 4    | 8    |
| 德国       | 3    | 10   |
| 美国       | 2    | 29   |
| 西班牙     | 2    | 14   |
| 阿根廷     | 2    | 8    |
| 英国       | 1    | 15   |
| 荷蘭       | 1    | 4    |
| 瑞典       | 1    | 4    |
| 意大利     | 0    | 6    |
| 葡萄牙     | 0    | 5    |
| 法国       | 0    | 4    |
| 澳大利亚   | 0    | 3    |
| 巴西       | 0    | 3    |
| 肯尼亚     | 0    | 3    |
| 波兰       | 0    | 2    |
| 挪威       | 0    | 2    |
| 埃塞俄比亚 | 0    | 1    |
| 芬兰       | 0    | 1    |
| 摩洛哥     | 0    | 1    |
| 北爱尔兰   | 0    | 1    |
| 菲律宾     | 0    | 1    |
| 斯洛文尼亚 | 0    | 1    |
| 乌干达     | 0    | 1    |

| 项目             | 胜出 | 入围 |
| ---------------- | ---- | ---- |
| 网球             | 12   | 23   |
| 田径             | 5    | 27   |
| 一级方程式赛车   | 5    | 24   |
| 足球             | 2    | 24   |
| 高尔夫球         | 2    | 10   |
| 游泳             | 0    | 10   |
| 篮球             | 0    | 8    |
| 世界摩托车锦标赛 | 0    | 8    |
| 公路自行车       | 0    | 5    |
| 美式足球         | 0    | 1    |
| 冬季两项         | 0    | 1    |
| 拳击             | 0    | 1    |
| 赛艇             | 0    | 1    |
| 橄榄球           | 0    | 1    |